# Helmut Wagner (Politikwissenschaftler)
Helmut Hermann Friedrich Wagner (* 21. Dezember 1929 in Rastenburg; † 18. März 2023 in Berlin) war ein deutscher Politikwissenschaftler.

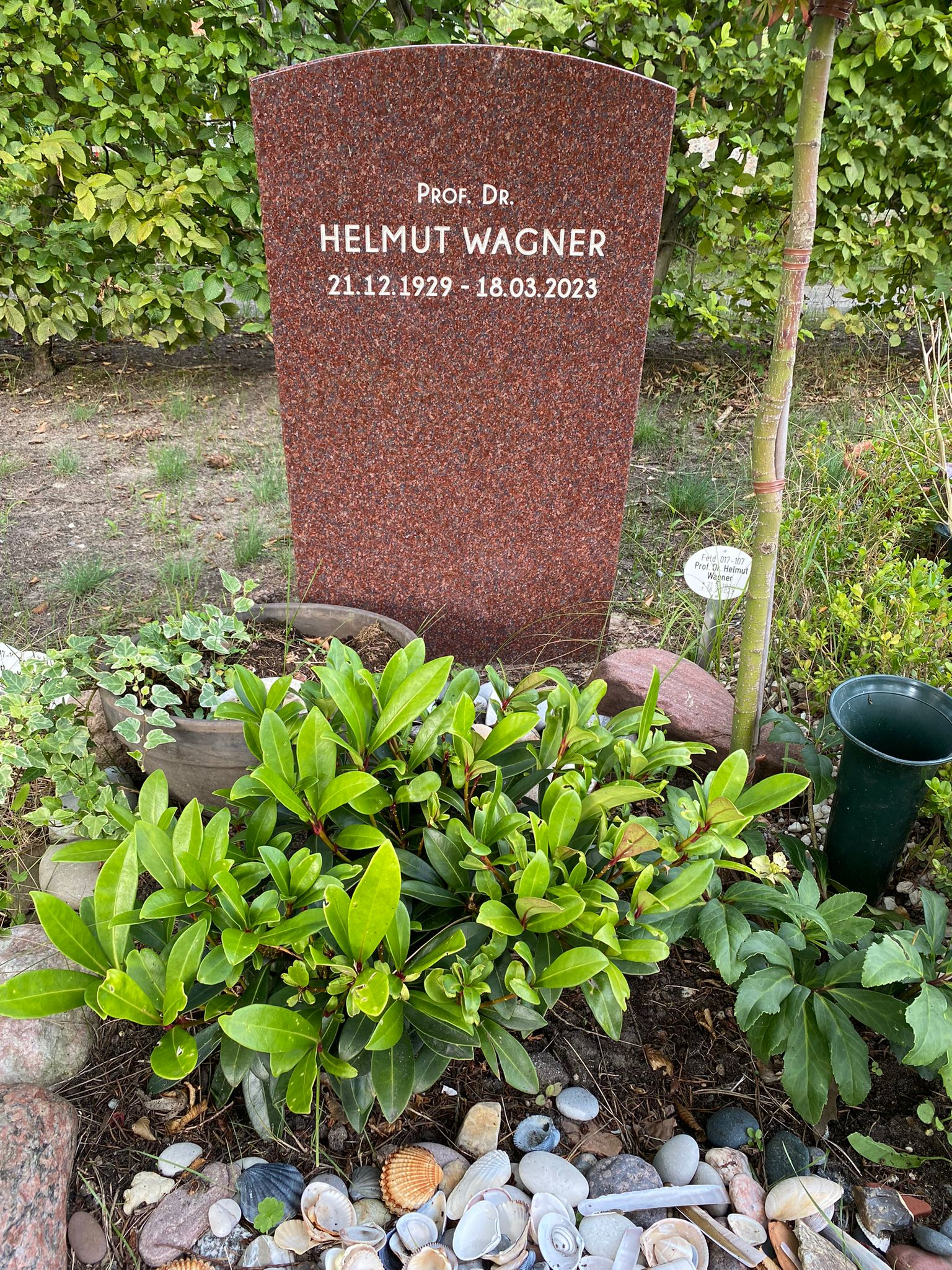
Grabstätte auf dem Friedhof Zehlendorf

Nach dem Abitur 1948 in Greußen machte Helmut Wagner zunächst in den Jahren 1948 bis 1950 eine landwirtschaftliche Lehre in Ottenhausen. Anschließend studierte er von 1950 bis 1954 bei Otto Heinrich von der Gablentz, Ernst Fraenckel und Otto Suhr an der Deutschen Hochschule für Politik. Danach folgte ein Studium der Politikwissenschaft, der Geschichte und Philosophie bei Theodor Eschenburg, Hans Rothfels und Bruno Schultz an der Eberhard Karls Universität Tübingen. Im Jahr 1961 wurde er promoviert mit der Arbeit Die territoriale Gliederung Deutschlands in Länder seit der Reichsgründung. Danach war er von 1961 bis 1963 Assistent bei Golo Mann an der Technischen Universität Stuttgart.
Von 1965 bis 1970 war Wagner Assistenzprofessor am Otto-Suhr-Institut. Seine Habilitation erfolgte 1970 über das Thema Marxistische Metamorphosen in Polen – Die Wandlungen des Theoretikers Adam Schaff. Im Jahr 1971 wurde Wagner zum Professor für Theorien und Grundlagen der Politik an der Freien Universität Berlin ernannt. Im Jahre 1995 wurde er emeritiert. Seine Forschungsschwerpunkte waren die Nationen- und Kontinentbildung, deutsche und koreanische Wiedervereinigungsfragen sowie europäische und außereuropäische Integrationsbestrebungen. Er wurde am 25. April 2013 zum Ehrenbürger der Stadt Kętrzyn ernannt.
Seine letzte Ruhestätte fand Helmut Wagner auf dem Friedhof Zehlendorf.

## Schriften
Monografien
- Unser Europa: Die Konstruktion und Zukunft der Europäischen Union. Ein Unikat (= Politik und moderne Geschichte. Band 23). Lit, Berlin u. a. 2016, ISBN 978-3-643-13410-3.
- Die Doppelgesellschaft: Systemwandel in Polen (= Beiträge zur Zeitgeschichte. Band 8). Colloquium-Verlag, Berlin 1981, ISBN 3-7678-0541-3.

Herausgeberschaften
- Europa und Deutschland – Deutschland und Europa: liber amicorum für Heiner Timmermann zum 65. Geburtstag. Münster 2005, ISBN 3-8258-8583-6.
- Fragen und Antworten zur deutschen Identität. Berlin 1987.

## Einzelnachweis
1. ↑  Frank-Lothar Krawolizki: Nachruf Prof. em Dr. Helmut Wagner. In: Rund um die Rastenburg. Band 10, Nr. 3, 2023, S. 180.

| Personendaten    | Personendaten                    |
| ---------------- | -------------------------------- |
| NAME             | Wagner, Helmut                   |
| ALTERNATIVNAMEN  | Wagner, Helmut Hermann Friedrich |
| KURZBESCHREIBUNG | deutscher Politikwissenschaftler |
| GEBURTSDATUM     | 21. Dezember 1929                |
| GEBURTSORT       | Rastenburg                       |
| STERBEDATUM      | 18. März 2023                    |
| STERBEORT        | Berlin                           |